# Hüseyin Arac
Hüseyin Arac (født 15. oktober 1956 i Anatolien, Tyrkiet) er tolk og politiker fra Socialdemokraterne.
Han har været medlem af Folketinget valgt i Århus Amtskreds fra 2005–2007. Mellem 26. oktober 2010 og 28. august 2011 var han været midlertidig Folketingsmedlem i Østjyllands Storkreds som stedfortræder for Kirsten Brosbøl.
Arac har tidligere været medlem af Aarhus Byråd fra 1994 til 2005. Der var han socialudvalgsformand 1998–2002. Hans datter, Susan Arac, har også været medlem af Aarhus byråd.